# Họ Tiết xích
Họ Tiết xích (danh pháp khoa học: Stixaceae) là một họ thực vật hạt kín trong bộ Brassicales. Ba chi đặt trong họ này là Forchhammeria có ở Trung Mỹ, Stixis (bao gồm cả Roydsia) và Tirania có ở Đông Nam Á. Các chi này trước đây từng được đặt trong họ Capparaceae, nhưng hiện nay người ta biết chắc chắn rằng chúng không thuộc về họ này.
Tuy nhiên, các nghiên cứu cũng cho thấy cho thấy chi Tirania có thể có quan hệ họ hàng gần với họ Gyrostemonaceae còn chi Forchhammeria có thể có quan hệ gần với họ Resedaceae, hoặc cả hai chi này có thể có họ hàng với họ Resedaceae. Do vị trí của 3 chi này là chưa chắc chắn nên tính hợp lệ của họ Stixaceae là chưa chắc chắn.
Hiện tại, họ này không được đặt ở cấp họ. Trong hệ thống APG IV, các chi trong họ Stixaceae được đưa vào trong họ Resedaceae
Tại Việt Nam có 4 loài trong chi Stixis với các tên gọi như trứng cuốc, dây tiết xích và 1 loài là da ruồi hay rui e (Tirania purpurea).